# Иву Велозу, Педру
Пе́дру И́ву Вело́зу да Силве́йра (порт. Pedro Ivo Veloso da Silveira; 1811 — 3 марта 1852) — бразильский революционер, один из руководителей революции Прайэйра в Пернамбуку (1848—1849).

## Участие в революции Прайэйра
Педру Иву находился под влиянием идей утопического социализма, выступал за отмену рабства в Бразилии и установление республики «социальной солидарности». В ходе революции Прайэйра он проявил большое мужество.
После неудачной попытки захватить Ресифи, предпринятой в начале 1849 года, восставшие в Пернамбуку отказались от мысли овладеть столицей провинции. Руководители революции приняли решение разделиться на две колонны: северную, под командованием Боржиса да Фонсеки, и южную, которую возглавил Педру Иву. Однако правительственные войска преследовали восставших по пятам. Вскоре, застигнутый врасплох вместе со своими бойцами, в плен попадает Боржис да Фонсека. Колонна Педру Иву боролась ещё больше года, но в конце концов и она была вынуждена сдаться властям.
Педру Иву был арестован и заключён в тюрьму. 20 апреля 1851 года ему удалось сбежать, после чего он отправился на корабле в Европу. Во время рейса Иву умер, а его останки были захоронены в море.